# Veliko Vojlovce
Veliko Vojlovce (izvirno srbsko Велико Војловце) je naselje v Srbiji, ki upravno spada pod Občino Lebane; slednja pa je del Jablaniškega upravnega okraja.

## Demografija
V naselju, katerega izvirno (srbsko-cirilično) ime je Велико Војловце, živi 291 polnoletnih prebivalcev, pri čemer je njihova povprečna starost 44,4 let (42,3 pri moških in 46,5 pri ženskah). Naselje ima 100 gospodinjstev, pri čemer je povprečno število članov na gospodinjstvo 3,58.
To naselje je, glede na rezultate popisa iz leta 2002, večinoma srbsko, a v času zadnjih treh popisov je opazno zmanjšanje števila prebivalcev.
|  |

| Demografija | Demografija     | Demografija     |
| Leto        | Št. prebivalcev | Št. prebivalcev |
| ----------- | --------------- | --------------- |
|             |                 |                 |
|             |                 |                 |
|             |                 |                 |
|             |                 |                 |
| 1948        | 438             |                 |
| 1953        | 452             |                 |
| 1961        | 458             |                 |
| 1971        | 440             |                 |
| 1981        | 425             |                 |
| 1991        | 375             | 375             |
| 2002        | 362             | 358             |
|             |                 |                 |

| Etnična sestava po popisu iz leta 2002 | Etnična sestava po popisu iz leta 2002 | Etnična sestava po popisu iz leta 2002 | Etnična sestava po popisu iz leta 2002 | Etnična sestava po popisu iz leta 2002 |
| -------------------------------------- | -------------------------------------- | -------------------------------------- | -------------------------------------- | -------------------------------------- |
| Srbi                                   | Srbi                                   |                                        | 333                                    | 93,01%                                 |
| Romi                                   | Romi                                   |                                        | 22                                     | 6,14%                                  |
| Makedonci                              | Makedonci                              |                                        | 1                                      | 0,27%                                  |
| Bolgari                                | Bolgari                                |                                        | 1                                      | 0,27%                                  |
| Neznano                                | Neznano                                |                                        | 0                                      | 0,0%                                   |